# Sury-ès-Bois

Sury-ès-Bois este o comună în departamentul Cher, Franța. În 1 ianuarie 2022 avea o populație de 300 de locuitori.